# Задній Кривань
Задній Кривань (словац. Zadný Kriváň) — річка в Словаччині, права притока Б'єлої Орави, протікає в окрузі Тврдошін.
Довжина приблизно 2.5-3.0 км. Витік знаходиться в масиві Оравська Магура  (геоморфологічна підодиниця Будін; схил гори Остри-врх) — на висоті близько 910 метрів.  Протікає територією села Штефанов-над-Оравоу.
Впадає у водосховище Орава (раніше у Б'єлу Ораву) — на висоті приблизно 601 метр.